# Prodida stella
Prodida stella är en spindelart som beskrevs av Michael Ilmari Saaristo 2002. Prodida stella ingår i släktet Prodida och familjen Prodidomidae.
Artens utbredningsområde är Seychellerna. Inga underarter finns listade i Catalogue of Life.